# Berg (molen)
De koren- en pelmolen Berg aan de Grintweg 63 in Winschoten is de meest westelijke van de drie molens in deze 'Molenstad'.
De molen werd in 1854 gebouwd en is in de twintigste eeuw langdurig in bezit geweest van de familie Berg, hetgeen de naam van de molen verklaart. De molen heeft in 2000 een omvangrijke restauratie ondergaan en is sindsdien weer bedrijfsvaardig en wordt regelmatig door een vrijwillig molenaar in bedrijf gesteld. De molen is vanaf 1953 eigendom van de gemeente Winschoten (thans de gemeente Oldambt waarin Winschoten in 2010 is opgegaan) en deze molen is, in tegenstelling tot de andere twee molens Dijkstra en Edens, nog steeds voorzien van het zelfzwichtingssysteem op het wiekenkruis.